# Liste von Bergen und Erhebungen in San Marino
Hier ist eine Auflistung der höchsten Berge und Erhebungen in San Marino.
| Name des Berges      | Höhe in m |
| -------------------- | --------- |
| Monte Titano         | 739       |
| Monte Carlo          | 559       |
| Monte Pennicciola    | 544       |
| Monte La Serra       | 529       |
| Monte San Cristoforo | 529       |
| Monte Ventoso        | 414       |
| Monte della Mandra   | 352       |
| Monte Pulito         | 346       |
| Monte Cucco          | 319       |
| Montelupo            | 258       |
| Monte Olivo          | 251       |